# Krasimir Balakov
Krasimir Genchev Balakov (bulgariska: Красимир Балъков), född den 29 mars 1966, är en bulgarisk före detta fotbollsspelare som efter den egna fotbollskarriären också varit en av landets framträdande fotbollstränare. Han var en av landslagets spelare då de kom 4:a i Världsmästerskapet i fotboll 1994.

## Klubbkarriär
Klubbkarriären inleddes i den lokala klubben Etar Veliko Tarnovo. Nästa klubb som han spelade för var Portugals Sporting Lissabon 1990. Där deltog han i lagets vinst i Portugisiska cupen 1994/95.

## Meriter
- Världsmästerskapet i fotboll 1994 4:a
- Cupvinnarcupen finalist: 1997–98
- Bundesliga tvåa: 2002–03
- DFB-Pokal vinnare: 1996–97
- DFB-Ligapokal finalist: 1997, 1998
- Portugisiska cupen vinnare: 1995
- FIFA World Cup All Star Team: 1994